# Crvena jabuka (album)
Crvena jabuka prvi je studijski album bosanskohercegovačkog pop rock-sastava Crvena jabuka. Diskografska kuća Jugoton objavila ga je 1986.

## Popis pjesama
| 1. | »Bježi kišo s prozora«                                              | Dražen Ričl       | Ričl       | 3:16 |
| 2. | »Mojca, Mojca«                                                      | Zlatko Arslanagić | Arslanagić | 4:09 |
| 3. | »Kad je noć hladna i zvjezdana (Emira)«                             | Ričl              | Ričl       | 3:27 |
| 4. | »On je poput djeteta (100 na jednoga)« (duet sa Željkom Brodarićem) | Arslanagić        | Arslanagić | 3:44 |
| 5. | »Učiniću sve da te zadovoljim«                                      | Arslanagić        | Arslanagić | 4:17 |

| Strana B | Strana B                           | Strana B         | Strana B   | Strana B | Strana B | Strana B | Strana B | Strana B | Strana B |
| Br.      | Skladba                            | Tekstopisac      | Skladatelj | Trajanje |          |          |          |          |          |
| -------- | ---------------------------------- | ---------------- | ---------- | -------- | -------- | -------- | -------- | -------- | -------- |
| 1.       | »Sa tvojih usana«                  | Arslanagić       | Arslanagić | 3:43     |          |          |          |          |          |
| 2.       | »Nek te on ljubi (kad ne mogu ja)« | Ričl, Arslanagić | Ričl       | 3:13     |          |          |          |          |          |
| 3.       | »Dirlija«                          | Arslanagić       | Arslanagić | 4:00     |          |          |          |          |          |
| 4.       | »Bivše djevojčice, bivši dječaci«  | Arslanagić       | Ričl       | 3:20     |          |          |          |          |          |
| 5.       | »Neka se sanja«                    | Arslanagić       | Arslanagić | 4:14     |          |          |          |          |          |
| 37:23    |                                    |                  |            |          |          |          |          |          |          |

## Zasluge
Crvena jabuka
- Zlatko Arslanagić – gitara
- Dražen Ričl – vokal, gitara
- Dražen Žerić – klavijatura
- Aljoša Buha – bas-gitara
- Darko Jelčić – bubnjevi

Dodatni glazbenici
- Željko Brodarić Jappa – vokal (na pjesmi „On je poput djeteta (100 na jednoga)”); producent
- Davor Črnigoj – saksofon (na pjesmi „Bivše djevojčice, bivši dječaci”)

Ostalo osoblje
- Mehmed Akšamija – fotografija
- Davor Papić – dizajn
- Dragan Čačinović Čač – snimanje
- Mirsad Bećirović – suradnja na aranžmanima
- Izeta Bećirović – fotografija
- Miro Purivatra – fotografija